# Komisja Morska
Komisja Morska (KM) – pierwsza polska admiralicja, utworzona w 1568 przez króla Zygmunta II Augusta; działała w Gdańsku pod kierunkiem Jana Kostki. 
Komisja została powołana z inicjatywy Zygmunta II Augusta 24 marca 1568. Na jej czele stali wybitni znawcy spraw morskich: kasztelan gdański Jan Kostka i opat oliwski Kasper Geschkau. Komisja Morska (od roku 1572 na jej czele stanął biskup Stanisław Karnkowski) rozliczała kapitanów okrętów kaperskich z ich działalności, pilnowała dyscyplin wśród załóg, wydawała im instrukcje odnośnie do dalszych działań. Ponadto do jej zadań należał nadzór nad dalszym powiększaniem polskiej floty. Do tych celów dysponowała ogromnym funduszem. 
Działalność Komisji Morskiej ustała wraz ze śmiercią Zygmunta II Augusta (1572); jej kontynuacją była utworzona w 1626 Komisja Okrętów Królewskich.